# Licania calvescens
Licania calvescens ist ein Baum aus der Gattung Licania innerhalb der Familie der Goldpflaumengewächse (Chrysobalanaceae). Die Art ist kaum erforscht und wächst nur in den südlichen Regenwäldern der kolumbianischen Pazifikküste.

## Beschreibung
Licania calvescens ist ein großer Laubbaum. Während ältere Äste kahl sind, sind junge Äste noch flaumig behaart. Die ledrigen Blätter sind länglich-rund bis länglich-rund lanzettlich, werden zwischen 6 und 10,5 Zentimeter lang und 2,3 bis 3,8 Zentimeter breit. Die Basis des Blattes ist keilförmig. Während die Unterseite rostbraun wollig behaart ist, ist die Oberseite kahl. Die Mittelrippe ist auf der Oberseite stark ausgeprägt und zur Basis hin behaart. Die zehn bis elf Seitenrippen des Blattes sind im Gegensatz dazu auf der Unterseite stark ausgeprägt und sind auf der Oberseite schwach herausstehend. Zum Ende läuft das Blatt spitz zu und besitzt eine 7 bis 17 Millimeter lange Spitze. Der behaarte Blattstiel misst zwischen 3 und 5 Millimeter und ist abgeflacht. Anders als die Blattspreite ist der Blattstiel drüsenlos.
Der Blütenstand ist eine endständige Rispe. Zweige und Rhachis sind flaumig behaart. Die Nebenblätter sind hinfällig. Die 0,5 bis 1,5 Millimeter langen Trag- und Vorblätter sind breit eiförmig und minimal gesägt bis ganzrandig. Die ungefähr 2 Millimeter großen, ungestielten Blüten sitzen an den primären und sekundären Ästen des Blütenstandes. Der glockenförmige Blütenboden ist ungestielt. Auf seiner Innenseite ist er filzig, außen flaumig behaart. Die spitzen Kelchlappen hingegen sind beidseitig flaumig behaart. Kronblätter fehlen. Die circa 22 Staubblätter sind in einem Kreis angeordnet, die Staubfäden sind am Ansatz leicht verwachsen. Sowohl die auf dem Blütenboden insertierten Fruchtknoten als auch der Griffel sind im unteren Bereich filzig behaart. Die Frucht des Baumes ist nicht bekannt.

## Verbreitung
Die Art ist bisher nur viermal in pazifischen Küstenwäldern Kolumbiens der Provinzen Valle del Cauca (um Buenaventura) sowie Chocó (zwischen Quibdó und Tutunendó) gefunden worden. Die ersten Funde stammen aus Höhenlagen zwischen 5 und 80 Meter.

## Systematik und Botanische Geschichte
Licania calvescens wurde 1944 zweimal von José Cuatrecasas aufgesammelt und von ihm 1950 erstbeschrieben. Ihre genaue Position innerhalb der Gattung ist aufgrund ihrer Seltenheit noch unklar. Das Art-Epitheton (dt. „kahl werdend“) verweist auf das Verkahlen der Äste.